# Adela brunnella
Adela brunnella is een vlinder uit de familie van de langsprietmotten (Adelidae). De wetenschappelijke naam van de soort is voor het eerst geldig gepubliceerd in 1980 door Nielsen & Johansson.